# 三十甲
三十甲，是臺灣臺中市大安區的一個傳統地域名稱，位於該區東北端。相較於今日行政區，其範圍大致為頂安里東部。

## 歷史
台灣清治末期，三十甲地區為一街庄，稱為「三十甲庄」，隸屬於苗栗三堡。該庄北及東與新庄仔庄為鄰，東南與社尾庄為鄰，南邊為下大安庄，西邊為頂大安庄。
1901年（日明治三十四年）11月，全台廢縣廳改設二十廳，該庄隸屬於苗栗廳。1903年（明治三十六年）6月，該庄編入「大安區」，仍隸屬於苗栗廳。1909年（明治四十二年）10月，全台二十廳合併為十二廳，苗栗廳廢止，大安區改隸屬於臺中廳。1920年（大正九年），全台地方制度大改正，該庄改制為「三十甲」大字，隸屬於臺中州大甲郡大安庄。
戰後大安庄改制為大安鄉，隸屬於臺中縣，大字亦改制為村。1950年10月，中、彰、投分治，大安鄉隸屬不變。2010年12月，隨著臺中縣、市合併為直轄臺中市，大安鄉改制為大安區，村亦改制為里。

## 聚落
本地區發展較早的聚落為三十甲，在日治期初期的官方地圖上已有記載。

## 交通
區道中13線（南北三路）是江南至大甲的道路，其北側端點位於三十甲地區南部邊界外緣東西三路路口。由此向南南可前往下大安東部、營盤口、庄尾並止於市道132號路口。